# Sarrusovo pravilo
Sarrusovo pravilo je jednostavna metoda računanja determinante matrice dimenzija 3×3. Naziv je dobila po francuskom matematičaru Pierreu Frédéricu Sarrusu (1798. – 1861.).
Razmortrimo matricu dimenzija 3×3 {\displaystyle M={\begin{pmatrix}a_{11}&a_{12}&a_{13}\\a_{21}&a_{22}&a_{23}\\a_{31}&a_{32}&a_{33}\end{pmatrix}}.}
Tada se njezina determinanta može izračunati ovim postupkom:
Prva dva stupca determinante nadopišu se iza trećeg i zatim se računaju umnošci po tri elementa postavljena dijagonalno jedan do drugog. Umnošci silaznih dijagonala uzimaju se s predznakom +
, a uzlaznih s predznakom –. Dobije se:
{\displaystyle M={\begin{vmatrix}a_{11}&a_{12}&a_{13}\\a_{21}&a_{22}&a_{23}\\a_{31}&a_{32}&a_{33}\end{vmatrix}}=a_{11}a_{22}a_{33}+a_{12}a_{23}a_{31}+a_{13}a_{21}a_{32}-a_{31}a_{22}a_{13}-a_{32}a_{23}a_{11}-a_{33}a_{21}a_{12}.}
Analogan postupak može se provesti i za matrice dimenzija 2x2:
{\displaystyle M={\begin{vmatrix}a_{11}&a_{12}\\a_{21}&a_{22}\end{vmatrix}}=a_{11}a_{22}-a_{21}a_{12}.}
Oba ova postupka posebni su slučajevi Leibnizove formule za determinante.